# Weybridge (Vermont)
Weybridge – miasto w Stanach Zjednoczonych, w stanie Vermont, w hrabstwie Addison.